# Лакшми-пурана
Лакшми-пурана (ория ଲକ୍ଷ୍ମୀ ପୁରାଣ) — поэтическое произведение поэта Баларама Даса, одного из великих орийских поэтов в период Панчасакхи. Текст датируется XV веком. Лакшми-пурана является, по сути, первой ласточкой феминистического движения в Индии — текст описывает социальные структуры и гендерное неравенство в средневековой Ориссе и выражает протест против гегемонии мужчин. Также текст обращается к самой женщине с фактическим требованием честно нести свои обязанности дочери, супруги и матери.
Лакшми-пурана является священным текстом для многих жителей как самой Ориссы, так и соседних штатов. В тексте также содержится описание Лакшми-пуджи, которую надлежит совершать каждый четверг месяца Маргаширша.